# 大東諸島
大東諸島（だいとうしょとう）は、沖縄諸島の東部にある島嶼群。北大東島、南大東島および無人島の沖大東島とその付近の西南西小島、南西小島から成る。行政区分は、北大東島及び沖大東島が沖縄県島尻郡北大東村、南大東島が同郡南大東村である。
明治時代に八丈島からの開拓団が入植するまでは、全島が無人島であった。即ち、現在沖縄県に属す島でありながら、琉球王国には属していたことはなく、明治以前に琉球文化が伝えられることもなかった。そのため、大東諸島の住民は沖縄県民ではあるものの琉球民族には属していない。歴史については、上記各島及び両村の記事を参照。

## 地理

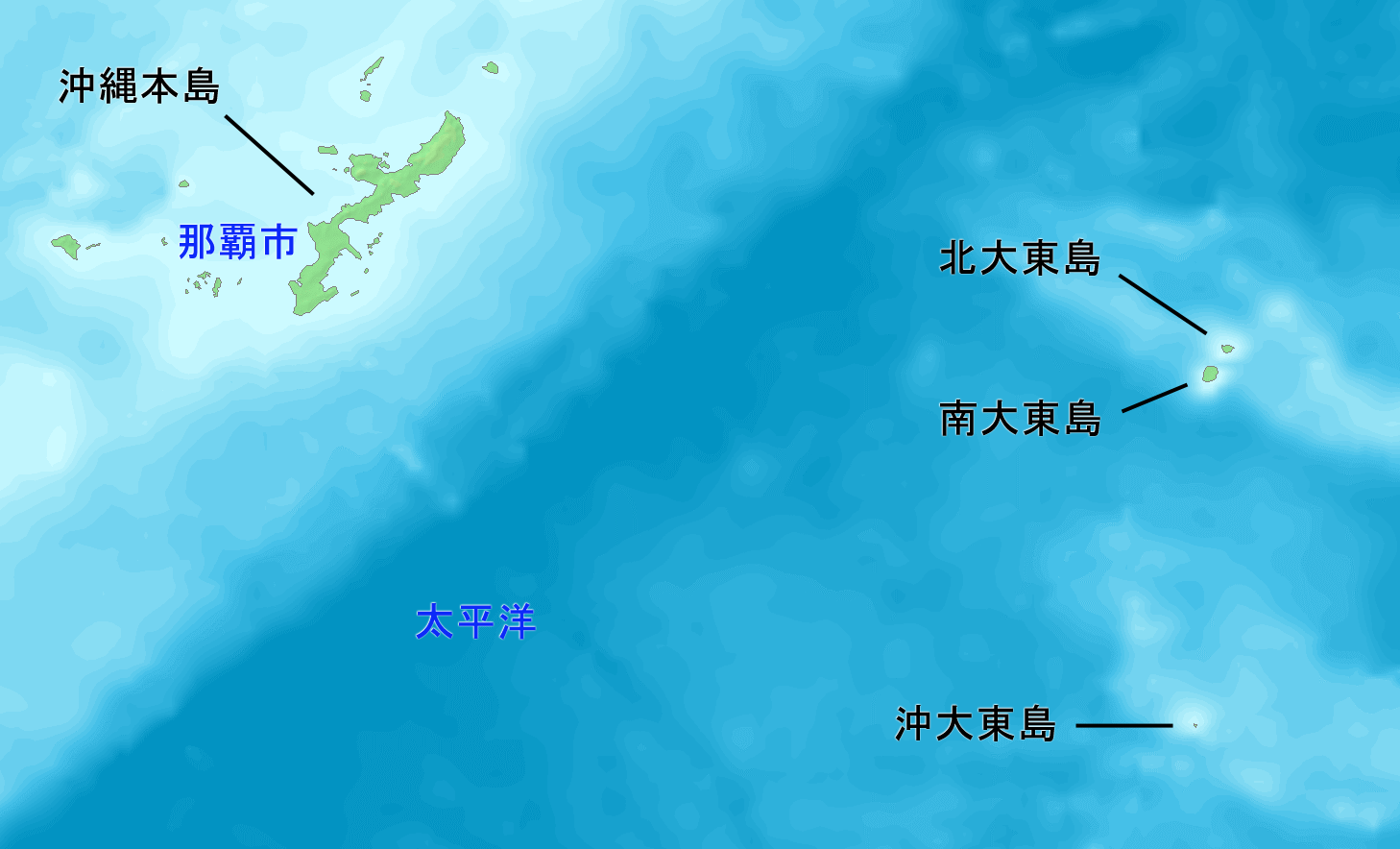
大東諸島

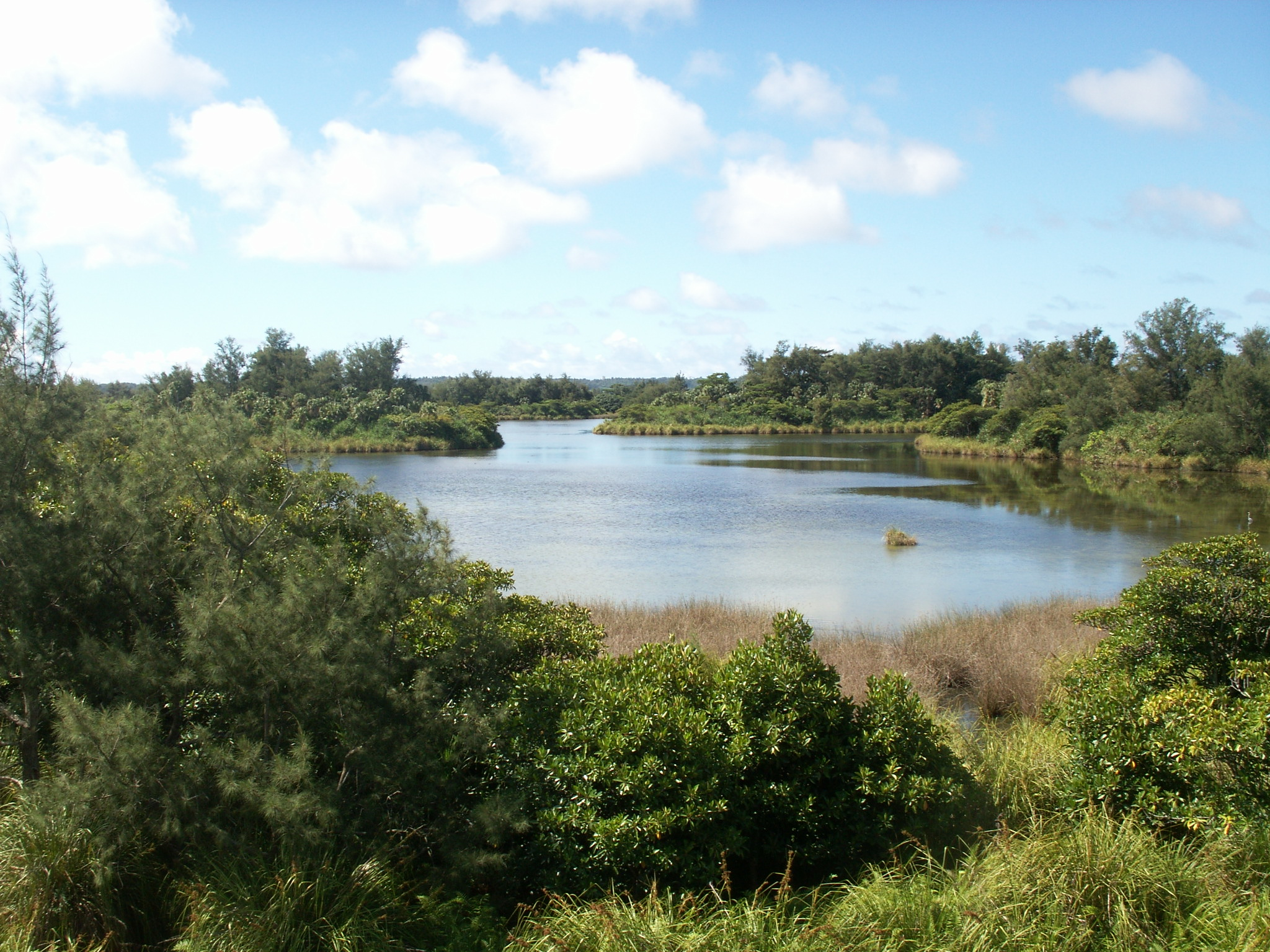
大池 (沖縄県)

沖縄本島の東、約340kmの太平洋上に存在する。およそ100万年前から20万年前、珊瑚礁の数回にわたる隆起によって形成された海洋島である。島を形成する珊瑚礁の厚みは数百mから数千mに達する。島の面積は南大東島が約30.6km2、北大東島が約12.71 km2、沖大東島が1.147 km2。人口は南大東島が約1,300人、北大東島が約600人、沖大東島は無人である。各々の島には洞窟（鍾乳洞）が多く、地質学的に大陸や日本列島と一度も繋がったことがない。
2007年、「大東隆起環礁」が日本の地質百選に選定された。

### 島々
| 写真                                                                  | 名前     | 範囲 [km²] | 人口            | 山頂 メーター | 山頂名 | 座標                                                                |
| --------------------------------------------------------------------- | -------- | ---------- | --------------- | ------------- | ------ | ------------------------------------------------------------------- |
|                                                                       | 南大東島 | 30.57      | 1,226（2020年） | 78            |        | 北緯25度50分45秒 東経131度14分30秒 / 北緯25.84583度 東経131.24167度 |
|                                                                       | 北大東島 | 11.94      | 566 （2020年）  | 75            |        | 北緯25度57分 東経131度18分 / 北緯25.950度 東経131.300度             |
|                                                                       | 沖大東島 | 1.15       | 無人            |               |        | 北緯24度28分 東経131度11分 / 北緯24.467度 東経131.183度             |
| "Daitō Islands"の全ての座標を示した地図 - OSM 全座標を出力 - KML 表示 |          |            |                 |               |        |                                                                     |
| "Daitō Islands"の全ての座標を示した地図 - OSM                         |          |            |                 |               |        |                                                                     |
| 全座標を出力 - KML                                                    |          |            |                 |               |        |                                                                     |
| 表示                                                                  |          |            |                 |               |        |                                                                     |

## 歴史
古くは「ウフアガリの島」と呼ばれ、はるか東にある無人島として古くから知られていた。「ウフアガリ」とは琉球語で「東の涯て」を意味し、日本語では「おおあがり」に相当する。「大東」の漢字表記は「ウフアガリ」に該当する意味の漢字を当てたものである（ウフ＝おお＝「大」、アガリ＝あがり＝「東」で「大東」。これを音読みにして「だいとう」）。ニューギニア近海にあった島が徐々に移動し、現在の位置まで移動してきたと考えられている。2013年10月現在でも年間に約7cm北東に移動していることが確認されている。
緯度・経度が計測されて国際的な海図に掲載されるのは、1820年にロシアの帆船「ボロジノ」が付近を通過して、諸島を「ボロジノ諸島」と名付けたことがきっかけとなった。これにちなんで、島内には「ボロジノ」の名を冠した事物が存在する（ボロジノ娘など）。
1885年（明治18年）には北大東島と南大東島、1900年（明治33年）には沖大東島につき、それぞれ日本が領有を諸外国に宣言し沖縄県に編入される。
1885年から行われてきた島内調査の過程で「岸壁に阻まれているものの、島内は平坦で肥沃な土壌に恵まれている。」との報告があり、1900年代以降には、玉置半右衛門を中心とする開拓団による入植が始まり、北大東島と南大東島は玉置商会（後に事業が売却され、最終的には大日本製糖）が、沖大東島はラサ工業が島全体を支配し、行政機能すらもこれらの私企業によって行われていた。
沖縄戦の後、それまでの沖縄県全域にアメリカ軍政が敷かれると、1946年（昭和21年）に初めて大東諸島にも村制が施行され、北大東村と南大東村が誕生した。
諸島初の郵便局の設置もアメリカ統治下の1946年である（南大東郵便局）。開拓後から全島強制疎開までは、南北大東島では玉置商会や後継の製糖会社経由で郵便物が届けられていた。

### 年表
- 1543年 沖大東島をスペイン人が発見、マル・アブリゴ (Mal Abrigo) と命名[9][10]。
- 1630年頃 オランダ人の手による欧製地図にて大東諸島が「Amsterdam」という名にて登場。
- 1807年 フランスの軍艦カノニエル号が沖大東島を「ラサ島」と命名。
- 1820年 ロシア人のポナフィディンが大東諸島を発見、「ボロジノ諸島」と名付けられる（この頃から欧米の地図では「ボロジノ諸島」とされる）。
- 1853年 マシュー・ペリーが小笠原からの帰途、南・北大東島を「ボロジノ諸島」と確認、「無人島と推察される」と記している[11]。
- 1885年（明治18年）
  - 沖縄県令西村捨三が内務省の命を受け、大東島を領土に組み入れる調査を開始。8月31日、調査を終え国標を建てて両島を「大東諸島」と公称[11]。
  - これにより、日本が南北大東島の領有を諸外国に宣言。沖縄県に編入される[11]。
- 1892年（明治25年） 沖大東島（ラサ島）に軍艦派遣、調査に着手。
- 1900年（明治33年）
  - 島内調査により平坦で肥沃な土地の存在が報告されていた事から、八丈島から来た玉置半右衛門の指示の下で、玉置商会の社員から成る開拓団が上陸し、大東諸島の開拓を開始（1900年に南大東島から）[7]。上陸困難な地形により、何度も上陸に失敗した末の成功であった。
  - 玉置商会の開拓団が南大東島に対し、そ菜類・穀類等の播種を始める。池の発見により、水の不安が解消する[12]。南大東島の農業が開始される。
  - これ以降、玉置商会→東洋製糖→大日本製糖（大日本明治製糖の前身）が諸島の各島全体を所有する「社有島」であった。
  - 同年、沖大東島を沖縄県に編入。
- 1903年（明治36年） 玉置商会の社員山田多恵吉他数名が開拓団としては北大東島に初上陸し、甘蔗（かんしょ）8株を植え付けた[13]。北大東島の農業が開始される。
- 1917年（大正6） 諸島初の公衆電信所開設。
- 1938年（昭和13年） 南大東島・沖大東島に気象観測所が設置。
- 1942年（昭和17年） 日本軍駐屯開始。
- 1944年（昭和19年）
  - 戦況悪化のため、南北大東島の島民は八丈島や九州、沖縄本島へ強制疎開を命じられる。
  - 防衛のため歩兵連隊の大中隊が南北・沖大東島に配置される。
- 1945年（昭和20年）
  - 1月 沖大東島のラサ鉱業所従業員が離島、閉山。
  - 2月から6月にかけてアメリカ軍の激しい空爆に晒される
  - 4月1日、南大東島・大東寺焼失。
- 1946年（昭和21年）
  - 沖縄のアメリカ軍政開始により、製糖会社による島の支配から脱する。南北大東島に村制が施行され、それぞれ南大東村、北大東村が成立。
  - 諸島初の郵便局の設置（南大東郵便局）
- 1949年（昭和24年） 公衆向け電報取扱い開始。
- 1953-1954年（昭和28-29年）頃 ラジオ共同受信施設の運用開始。
- 1959年（昭和34年） 那覇との間に無線電話設備が開設。
- 1961年（昭和36年） 琉球電信電話公社が島内電話を開設。
- 1972年（昭和47年） 沖縄返還に伴い日本に復帰。島外電話が開通。
- 1974年（昭和49年） 南大東島にケーブルテレビ局が開局。
- 1979年（昭和54年） 電話がダイヤル自動化され、交換手を通さず通話可能になる。（通信衛星を使用。市外局番は09802）
- 1984年（昭和59年） 日本放送協会 (NHK) が「ゆり2号a」による衛星試験放送を開始。これに伴い、諸島内初の同時テレビ放送が開始。
- 1998年（平成10年） 地上波でのアナログテレビ放送が開始。ただし小笠原諸島向けの衛星中継通信を利用したものであるため、NHK東京および沖縄県内に系列局がある民放キー局のTBSテレビ・フジテレビ・テレビ朝日での放送内容がそのまま流された。
- 2011年（平成23年）
  - 沖縄本島と南大東島との間に海底光ケーブルが敷設、運用開始。これにより、諸島内の通信環境が大幅に改善される。
  - これと併せて地上デジタルテレビ放送も開始。沖縄県域テレビ放送局（本島）からの直接同時配信となった。

## 生物・自然
大東諸島は、最も近い沖縄諸島からでも300km以上離れており、沖縄県の中でも孤立した島嶼群であり、海洋島であることから、多くの固有の生物が生育・生息している。また、ハブは生息していない。北大東島と南大東島の全域は、国指定大東諸島鳥獣保護区（希少鳥獣生息地）に指定されている（面積4,251ha、うち特別保護地区は234ha）。これは、両島がダイトウオオコウモリやダイトウノスリなどの固有種・固有亜種の生息地となっており、コアホウドリやセイタカシギなどの繁殖地となっていることが理由である。少数のザトウクジラも、大東諸島を越冬地として利用している。
沖大東島は、長年の燐鉱採掘とその後の米軍による射爆撃訓練により、沿岸部を除き、多くの生物が喪失されたと見られている。

### 「ダイトウ」の名の付く生物
- 植物 - ダイトウビロウ、ダイトウシロダモ、ダイトウセイシボク、ダイトウワダン
- 動物 - ダイトウヒラタクワガタ、ダイトウヒメハルゼミ、ダイトウオオコウモリ、ダイトウノスリ、ダイトウカイツブリ、ダイトウコノハズク、ダイトウヒヨドリ、ダイトウメジロ、ダイトウウグイス（絶滅亜種）、ダイトウヤマガラ（絶滅亜種）、ダイトウミソサザイ（絶滅亜種）

## 医療
大東諸島には2013年10月現在、南大東島、北大東島それぞれに県立病院付属診療所と村立の歯科診療所がある。北大東歯科診療所は琉球大学口腔外科、南大東歯科診療所は医療法人恵歯会（山口県周南市）による委託運営となっている。
診療所の手に負えない患者が出た場合は、沖縄本島に急患輸送を行う。運良く琉球エアーコミューターのフライトスケジュールに間に合う時は、琉球エアーコミューター機に1席確保してある「村長席」を利用して移動する。夜間などこれ以外の場合は、沖縄県知事を通じて陸上自衛隊第15旅団第15ヘリコプター隊（那覇飛行場駐屯）に災害派遣要請を行い、LR-2 連絡偵察機か UH-60J/A ヘリコプターによって緊急搬送される。

## 新聞・雑誌
かつては沖縄本島の地方紙新聞が1月程度をまとめて諸島まで輸送されていたが、1960年代から飛行機便のスケジュールで配送されるようになっている。このため、本島から数時間以上遅れての配達となる。

## 電話・通信

### 電信・電報・電話
大東諸島に初めて電信が導入されたのは、1917年（大正6年）の事である。東洋精糖が無線電信の取扱所を設置し、初めて公衆の通信が可能となった。諸島初の郵便局の設置はアメリカ統治下の1946年（昭和21年）である（南大東郵便局）。公衆電報取扱は1949年（昭和24年）開始。
電話設備は製糖会社の私設電話だけであったが、1959年（昭和34年）に那覇との間に無線電話設備が開設。復帰前の琉球電信電話公社が1961年（昭和36年）に島内の電話を開設。さらに沖縄復帰後の1972年に島外電話が開通した。
長らく、大東諸島と島外との間の市外・市内通話は、北大東島と南大東島それぞれ1基あるNTT無線中継所から、スカパーJSATが運用する通信衛星JSAT・JCSATを経由して電話網に接続されていた。なお、自動ダイヤル化は1979年と、竹富町と並んで日本国内で最も遅い時期だった。衛星経由であるため、掛け方は普通の電話と変わらないが、多少のタイムラグが発生していた。JSATの運用は1989年頃からの開始でありそれ以前の当該通信状況は不詳。
2011年（平成23年）に地上デジタル放送の放送開始にともない、沖縄本島 - 南大東島間に海底ケーブルが敷設されたため、衛星経由の通信の特性は解消された。なお、南大東島 - 北大東島間には深い海溝があり海底ケーブルを配するのがコスト上困難なため、島間無線で接続されている。
市外局番は09802、市内局番は南大東が2、北大東が3である。市外通話料金は沖縄県内なら隣接扱いとなる。携帯電話は、NTTドコモに加えて2007年からau（沖縄セルラー電話）も使用可能になった。ソフトバンクは2014年（平成26年）7月現在、北大東島、南大東島共に3G・プラチナバンド基地局の設置工事を終えた為に、使用可能となった。
なお2019年（平成31年/令和元年）には耐障害性を高めるため、沖縄本島 - 北大東島の海底光ケーブル敷設計画に向けて調査が始まっている。

### 携帯電話・通信
携帯電話は1999年9月にNTTドコモが諸島初のサービスを開始。
インターネットは、NTTのISDNを用いてのダイヤルアップ接続 (64Kbps) やNTTドコモ、au、ソフトバンクのパケット通信での接続が可能であったが前述のとおり、2011年にようやく沖縄本島 - 南大東島間に海底ケーブルが敷設されたことで3Gや4G (LTE) などの高速通信が2014年頃から利用可能となっている。テザリング機能を利用することにより、定額制ではないが大東諸島でもブロードバンド接続が利用できる。フレッツADSL、フレッツ光等はサービスエリア外である。

## 放送
日本国内向けの衛星放送（BS・CS放送）の視聴には、サービス開始以来、他の地域と比べても特に差異などの問題はない。本稿では地上系による放送について記述する。

### テレビ放送
1975年まで地上系テレビ放送の中継局が島内に無く、テレビ放送を見る環境が存在しなかった（ただし、1974年に南大東島にケーブルテレビ局が開局した。放送ではなく一般のVTR装置等を購入して視聴する家庭もあった：後述）。1975年にNHK沖縄放送局が、本土のテレビ番組を再編集して、南大東島役場を通して2時間程度のテープネットで時差編成を行ったほか、1976年から1987年にケーブルテレビの南大東有線テレビ共同センターも加えてテープネットの配信が実施されていた（現在は廃止）。このような状況から、諸島内では沖縄県平均よりもVTRの普及率が高く、沖縄本島や県外の親類から録画してもらったテープを送付してもらい、デッキで視聴すると言う事も行われていた。本土および本島からも長らく隔絶し続けていた離島のため諸島民のテレビメディアに対する情熱は並々ならぬものがあり、後述の1984年のBS放送開始・初の同時放送受信環境の実現時には、当時の村長と多くの村民が集って式典を挙げたほどである。
地上波沖縄県域局の中継局の設置とそのケーブルテレビによる再放送 は、各放送局の本部（親局）・那覇市のある沖縄本島から距離が離れており、技術上・コスト上の問題のため実施されなかった。この状況を補完するため、まず1984 - 1986年よりNHKがBSアナログ放送（NHK BS1及びNHK BS2）の放送を受信し、地上波(VHF)に変換して放送していた。
1998年から地上波のアナログ放送も開始された。そのときは東京都江東区青海のテレコムセンターから小笠原諸島（東京都）向けに送信している在京各社の中継波・難視聴対策用衛星中継回線を受信して中継する方法が採られていた。
民放については沖縄県域局の中継局の代替措置として、県内に系列局があるTBSテレビ・フジテレビ・テレビ朝日の3波のみが中継され、日本テレビ・テレビ東京の番組は見ることができなかった。視聴できる局についてもローカルニュースや天気予報は全て東京のものであり、首都圏の交通情報といった大東諸島では全く利用価値のない内容もそのまま放映されていた。
またこれらはいずれも通信衛星を用いるため、大雨などの際に雨滴による電波減衰で受信障害が発生していた。大東諸島に気象警報などが発表された際は、アナログ放送では、NHKにテロップを差し込んで気象情報を流すという形で島民向けの便宜を図っていた。また、県内のニュースは、電話回線を使い文字情報として提供されていた。
2011年7月22日に在沖局の北大東中継局、南大東中継局がデジタル新局として同時開局した。沖縄本島から大東諸島への地上デジタル放送の伝送路は、先島諸島と同様に海底光ファイバーケーブルが使用されている（沖縄本島側の陸揚局は宮古島中継局への伝送と同じく糸満市米須に設置されている）。
また、デジタル中継局は沖縄県域局が放送するため、沖縄県域のローカル放送に加え、沖縄県に系列局の無い日本テレビ系列・テレビ東京系列 の番組でも沖縄県域局で放送される場合は視聴できるようになる。
| 局名         | ID | 南大東 | 北大東 |
| ------------ | -- | ------ | ------ |
| NHK沖縄総合  | 1  | 32     | 42     |
| NHK沖縄教育  | 2  | 27     | 40     |
| 琉球放送     | 3  | 34     | 44     |
| 琉球朝日放送 | 5  | 38     | 48     |
| 沖縄テレビ   | 8  | 36     | 46     |

| 局名        | 北大東 | 南大東 | 本来の放送局 |
| ----------- | ------ | ------ | ------------ |
| NHK BS1     | -      | 4      | -            |
| NHK BS2     | -      | 6      | -            |
| NHK東京教育 | 40     | 52     | NHK沖縄教育  |
| NHK東京総合 | 42     | 54     | NHK沖縄総合  |
| TBSテレビ   | 44     | 56     | RBCテレビ    |
| フジテレビ  | 46     | 58     | 沖縄テレビ   |
| テレビ朝日  | 48     | 60     | 琉球朝日放送 |

### ラジオ放送
1953 - 1954年頃にラジオ共同受信施設（各島の集中受信施設で無線放送を受信し、各家庭に有線スピーカーで再配信する方式）が開始された。
2007年4月1日、沖縄県のAM局（中波）3社の中継局が開局した。ただAMは、外国局との混信により受信状態が良好とは言えず、送信設備が大がかりになる ため、大東諸島ではFMで送信している（沖縄本島以外の県内中継局も同様）。
| 局名       | 南大東   |
| ---------- | -------- |
| NHK沖縄第1 | 83.5 MHz |
| RBCiラジオ | 81.4 MHz |
| ラジオ沖縄 | 79.6 MHz |

いずれも本来はAM局だが、夜間における外国波との混信を避けるため、FMに変換して放送している。2013年10月現在、沖縄本島からラジオ南大東中継局への伝送には通信衛星が用いられているが、通信衛星は豪雨や台風などの悪天候に弱い欠点がある。
本来のFMラジオ局であるNHK-FMとFM沖縄は中継局を設置していないため、スポラディックE層が発生しない限り受信不可能。2011年の地上デジタル放送の開始にあわせ、沖縄本島と南大東島の間に、放送・通信の伝送に用いられる海底光ケーブルが敷設されたため、技術的には設置が可能ではある が、開局時期は未定である。なお、NHK-FMは2012年度に2か所の中継局を設置したが、開局したのは小笠原諸島の父島・母島の両中継局であり、南大東中継局では同年度の開局に含まれておらず、全国で唯一NHK-FMが直接受信できない地域として残ることになる。
NHKラジオ第2放送は全国同一内容の番組編成で、日中は沖縄本島（那覇本局 1125 kHz）から、夜間は本土の大電力局（特に東京・大阪・熊本）からそれぞれ受信可能であるため、設置されていない。こちらも2012年度に小笠原諸島の父島・母島両地区にラジオ第2放送の中継局を設置したが、南大東中継局は今回の開局に含まれていない。radikoは2018年度の試験配信のみ東京放送センターから配信されたが、2019年度からの正式配信は対象外であるので、聴取出来ない。

#### ラジオのサイマル配信サービス
以上のように電波受信によるラジオ放送環境は、本土・本島と若干の差異があるものの、インターネットラジオによるサイマル配信サービスである「NHKネットラジオ らじる★らじる」、「radiko.jp」などが利用可能となっている。このため、権利処理の関係でサイマル配信サービスで放送されないごく一部の番組や楽曲などを除き、諸島でも沖縄県域の各ラジオ局（ただしNHK局の沖縄県ローカル放送はサイマル配信サービスで現在聴取できない）、全国主要8都市版のNHKラジオ各局（第1、第2、FM）、さらに有料で日本全国の民放ラジオを聴取可能となっている。
なお、FM沖縄については、ジャパンFMネットワークと各種携帯電話・スマートフォンキャリアと提携していたドコデモFM・LISMO WAVEによる有料配信サービス、並びにJFN PARK（現Audee）、WIZ RADIOを使った無料配信サービスも行われていたが、radikoの普及が進んでいることなどを踏まえて現在はこれらのアプリによる配信は終了している。

## 交通

### 航空

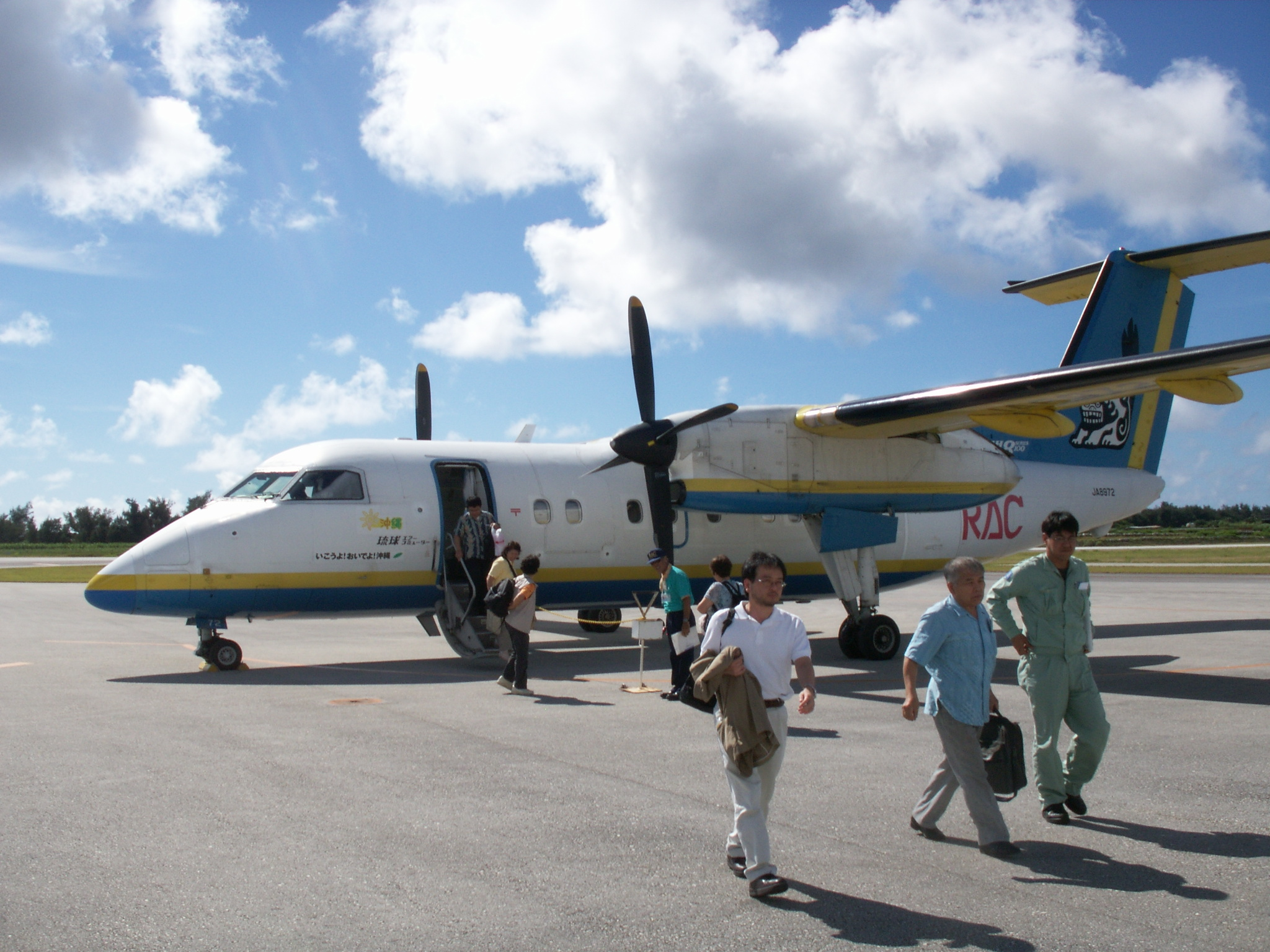
南大東空港に到着したRAC便

北大東空港、南大東空港がそれぞれあり、琉球エアーコミューターにより那覇空港との間を結んでいる。両空港ともコミューター機による運航になる。350kmにも及ぶ飛行距離は、コミューター路線としては日本最長である。所要時間は約1時間。一方で、北大東島と南大東島間の飛行は、20kmであり、所要時間10分という世界でも最短クラスの航空路線が存在していた。1997年に、両空港の滑走路が1,500mに延長され、絶海の孤島に800 m滑走路しかなかったことによる航空輸送体制の不備が、大きく解消した。

### 船舶
船舶は、那覇泊埠頭から大東海運の貨客船「だいとう」が、週に1便程度の運航を行っている。北大東島、南大東島とも、外洋に位置し 隆起環礁の地形のため周辺深度が急峻で深い。よって、沖防波堤設置が困難なうえ、海岸線が断崖で囲まれた島であり、普通の港湾整備が困難で島内にいくつか港と呼ばれる錨泊地が存在するが、埠頭に着岸するわけでない。沖合に係船浮標やアンカーを使用して錨泊し、日本で最後に残ったクレーンによる吊り下げ荷役乗下船や、艀渡しを行っている。
南大東島においては、2000年11月になって錨泊地とは別に同島北部に日本では珍しい沿岸を大規模岩盤掘り込み方式工法で掘削して人工の入り江を構築した南大東漁港が建設されており、漁船の係留は可能となっている。また、同様の施設が北大東島にも建設され、2019年2月に完成している。
周辺海域は荒れやすく、台風の通り道にもなっているため、欠航が非常に多い。台風シーズンになると、毎年のように数週間以上船が動かせなくなることもある。そのため島民は生活の術として大型冷蔵庫を複数台所有するなど、どこよりも備蓄の習慣が身についていると言われている。